# Toshima
Toshima (japanska: 豊島区?, Toshima-ku) är en stadsdelskommun i Tokyo, med Ikebukuro som kommersiellt och ekonomiskt centrum.